# Bouar
Bouar är en stad och kommun i västra Centralafrikanska republiken belägen på vägen mellan Bangui (437 km) och Kameruns gräns (210 km). Staden, som är huvudstad i prefekturen Nana-Mambéré, hade en folkmängd på cirka 40 000 invånare vid folkräkningen 2003. Bouar ligger på en platå nästan 1 000 meter över havet och är känd för den franska militärbasen Camp Leclerc. 1911 avträdde Frankrike staden till Tyskland efter Marocko-Kongotraktatet och blev därefter en del av den tyska kolonin Neukamerun. Under första världskriget återerövrade Frankrike staden. 1978 blev staden stiftsstad i Bouars stift under Romersk-katolska kyrkan. Bouar är också säte för Église évangélique luthérienne de la République centrafricaine (Evangelisklutherska kyrkan i Centralafrikanska republiken).
Bouar är indelad i 48 grannskap (quartier).

## Klimat
|                                            | Jan | Feb | Mar | Apr | Maj | Jun | Jul | Aug | Sep | Okt | Nov | Dec |
| ------------------------------------------ | --- | --- | --- | --- | --- | --- | --- | --- | --- | --- | --- | --- |
| Normaldygnets maximitemperaturs medelvärde | 33  | 33  | 32  | 31  | 30  | 28  | 28  | 27  | 28  | 29  | 31  | 32  |
| Normaldygnets minimitemperaturs medelvärde | 18  | 19  | 19  | 19  | 18  | 18  | 18  | 18  | 18  | 18  | 18  | 18  |
|                                            |     |     |     |     |     |     |     |     |     |     |     |     |
| Nederbörd                                  | 5   | 15  | 56  | 107 | 122 | 137 | 157 | 284 | 262 | 173 | 13  | 5   |

| Diagram | temperaturer i °C • månadsnederbörd i mm • Källa: Weatherbase | temperaturer i °C • månadsnederbörd i mm • Källa: Weatherbase | temperaturer i °C • månadsnederbörd i mm • Källa: Weatherbase | temperaturer i °C • månadsnederbörd i mm • Källa: Weatherbase | temperaturer i °C • månadsnederbörd i mm • Källa: Weatherbase | temperaturer i °C • månadsnederbörd i mm • Källa: Weatherbase | temperaturer i °C • månadsnederbörd i mm • Källa: Weatherbase | temperaturer i °C • månadsnederbörd i mm • Källa: Weatherbase | temperaturer i °C • månadsnederbörd i mm • Källa: Weatherbase | temperaturer i °C • månadsnederbörd i mm • Källa: Weatherbase | temperaturer i °C • månadsnederbörd i mm • Källa: Weatherbase | temperaturer i °C • månadsnederbörd i mm • Källa: Weatherbase |
|         | 5 33 18                                                       | 15 33 19                                                      | 56 32 19                                                      | 107 31 19                                                     | 122 30 18                                                     | 137 28 18                                                     | 157 28 18                                                     | 284 27 18                                                     | 262 28 18                                                     | 173 29 18                                                     | 13 31 18                                                      | 5 32 18                                                       |

## Bouarmegaliterna
Omkring sjuttio grupper med astronomiska megaliter ligger i staden samt norr och öster om den. Dessa platser sattes upp på Centralafrikanska republikens tentativa världsarvslista den 11 april 2006.